# Antiguraleus
Antiguraleus é um gênero de gastrópodes pertencente a família Mangeliidae.

## Espécies
- †Antiguraleus abbreviatus Powell 1944
- Antiguraleus abernethyi Dell, 1956
- †Antiguraleus abnormis (Hutton, 1885)
- Antiguraleus adcocki (G.B. Sowerby III, 1896)
- Antiguraleus aeneus (Hedley, 1922)
- Antiguraleus alternatus (Laseron, 1954)
- Antiguraleus costatus (Hedley, 1922)
- †Antiguraleus deceptus Powell, 1942
- Antiguraleus fenestratus Powell, 1942
- Antiguraleus fusiformis Dell, 1956
- Antiguraleus galatea Kilburn, 1994
- Antiguraleus howelli (Laseron, 1954)
- Antiguraleus infandus (Webster, 1906)
- Antiguraleus kingensis (Petterd, 1879)
- †Antiguraleus makaraensis Vella, 1954
- Antiguraleus morgana (Barnard, 1958)
- Antiguraleus multistriatus Dell, 1956
- Antiguraleus mundus (Suter, 1909)
- Antiguraleus murrheus (Webster, 1906)
- Antiguraleus necostatus Kilburn, 1994
- Antiguraleus otagoensis Powell, 1942
- Antiguraleus pedicus Powell, 1942
- Antiguraleus perfluans (Barnard, 1958)
- Antiguraleus permutatus (Hedley, 1922)
- Antiguraleus pulcherrimus Dell, 1956
- †Antiguraleus rishworthi Vella, 1954
- Antiguraleus rossianus Powell, 1942
- Antiguraleus sericeus Kilburn, 1994
- Antiguraleus serpentis (Laseron, 1954)
- Antiguraleus stellatomoides Shuto, 1983
- Antiguraleus subitus (Laseron, 1954)
- Antiguraleus subtruncatus Powell, 1942
- †Antiguraleus taranakiensis (Marwick, 1926)
- Antiguraleus tepidus (Laseron, 1954)
- Antiguraleus ula (Watson, 1881)

Espécies trazidas para a sinonímia
- Antiguraleus costatus wilesianus (Hedley, 1922): sinônimo de Antiguraleus costatus (Hedley, 1922)
- Antiguraleus depressispirus (Beu, 1969): sinônimo de Antiguraleus ula (Watson, 1881)
- Antiguraleus emina (Hedley, 1905): sinônimo de Paraguraleus emina (Hedley, 1905)
- Antiguraleus emina brevostium (Laseron, 1954): sinônimo de Antiguraleus kingensis brevostium (C.F. Laseron, 1954)
- Antiguraleus infanda [sic]: sinônimo de Antiguraleus infandus (Webster, 1906)
- Antiguraleus lucidus (Laseron, 1954): sinônimo de Paraguraleus lucidus Laseron, 1954
- Antiguraleus munda [sic]: sinônimo de Antiguraleus mundus (Suter, 1909)
- Antiguraleus thetis (E. A. Smith, 1904): sinônimo de Striatoguraleus thetis (E. A. Smith, 1904)
- Antiguraleus wilesianus (Hedley, 1922): sinônimo de Guraleus wilesianus Hedley, 1922